# 探花
探花（たんか、満洲語：ᡩ᠋ᡝ᠋ᡥᡝᠯᡳ
ᠰᠣᠨᠵᠣᠰᡳ、deheli sonjosi）は中国の科挙制度で殿試で、第3位の成績で進士に及第した者の名称。首席及第者の状元、第2位及第者の榜眼と併せて「三鼎甲」「三魁」などと呼ぶ。
当初首席及第者を状元、次席及第者・三位及第者を榜眼と称していた。

## 概要
探花の名は、唐代に、進士及第した者を対象に皇帝から祝宴を賜り、その祝宴を探花宴と称した。この宴会で進士の最年少の者に、首都の庭園から牡丹を探して持ってこさせ、披露する役を命じ、あわせて宴会後進士一同が牡丹の出所の庭園を鑑賞するのを先導させた。この先導役を探花使あるいは探花郎と称したことに由来する。
北宋代末期に至って、次席及第者だけを榜眼とし、第3位及第者は探花と呼ばれるようになった。このころに、探花使が3位及第者に命じられるようになり、元では科挙が廃止され、末期に復活し、明以後、探花宴は催されず、探花の名のみ残った。
探花の名称は状元、榜眼と同様、正式名称ではなく慣習として呼ばれていた名称である。科挙合格者名を正式発表する立て札の金傍には「一甲第三名」と記載されている。状元、榜眼、探花はいずれも「進士及第」の称号を賜った。